# Józef Korzeniowski
Józef Korzeniowski (Brody, 19 marzo 1797 – Dresda, 17 settembre 1863) è stato uno scrittore polacco.
Da non confondere con il più celebre Józef Konrad Korzeniowski (meglio conosciuto come Joseph Conrad), fu discreto drammaturgo. Raggiunse la fama nel 1843 con I montanari dei Carpazi, dramma di denuncia sociale seguito da Gli Ebrei (1843), commedia di analogo scopo.
Nel 1847 rappresentò I parenti, commedia non priva di ironia sulla nobiltà polacca.